# Kranjska
Kranjska [krán’ska] (starinsko Krajnska, latinsko Carniola, nemško Krain) je zgodovinska dežela, ki je v grobem obsegala današnje slovenske pokrajine Gorenjsko, Dolenjsko, Notranjsko in dele Krasa ter Istre.
Prvič je bila omenjena leta 973 kot del vojvodine Koroške.
Od leta 1002 naprej je bila Kranjska samostojna mejna grofija s svojimi mejnimi grofi. Leta 1364 je postala vojvodina in od leta 1849 do leta 1918 je bila kronovina. Kot upravna enota je bila Kranjska del Svetega rimskega cesarstva in nato habsburške monarhije.
Z ustanovitvijo Države Slovencev, Hrvatov in Srbov je bila ukinjena, velik del njenega ozemlja pa je z rapalsko pogodbo pripadel Italiji.
Danes je ozemlje nekdanje Kranjske skoraj v celoti v Republiki Sloveniji, majhen del pa je tudi v Republiki Italiji.

## Izvor imena
Stroka izpostavlja dva izvora imena. Starejši »Carniola« je predslovanskega izvora in je pomanjševalnica starejšega pokrajinskega imena Karnija (latinsko Carnia), ki je izviralo iz Carni, latinskega imena ljudstva Karni, v 10. stoletju pa se v listinah vzporedno že pojavlja oblika »Creina«, ki kot nemško »Krain« oziroma slovensko »Kranjska« v 13. stoletju tudi prevlada. Slovenska oblika se je razvila iz imena Kranj, ta pa tako kot Carnia in Carniola izvira iz latinskega imena Karnov.

## Zgodovina

### Karniola
Po zatonu rimske države in selitvah narodov se je na prostoru današnje severozahodne Slovenije na prehodu iz 8. v 9. stoletje verjetno razvila slovanska plemenska kneževina Karniola s središčem v Carniumu (Kranj). O Karnioli je malo znanega, saj je v zgodovinskih virih o njej le nekaj omemb. Kneževina je bila verjetno v času frankovskih vojn z Avari (8. stol.) vključena z relativno samostojnostjo v Furlansko vzhodno krajino znotraj frankovske države.

### Mejna grofija ob Savi
Franki so leta 828 z novo upravno ureditvijo Furlanske marke na območju Karniole oblikovali grofijo ob Savi s sedežem v Kranju. Grofija je bila sprva podložna bavarskemu vojvodi. Do propada ob vdoru Madžarov (907–955) si v grofovski službi sledijo Salacho, Guntram in Ratold.

### Kranjska krajina
Leta 973 se v listinah prvič pojavi Kranjska krajina, oziroma Kranjska marka (Creina mark), ki je bila kot mejna grofija od 976 podložna koroškemu vojvodi. V tem času pridobijo svoje posesti škofije Briksen, Freising, Salzburg, Oglej in Krka. Henrik IV. jo je leta 1077 po desetih letih kraljevske uprave podelil v fevd oglejskemu patriarhu Sighardu. Do takrat so se na grofovskem mestu izmenjali:
- Pabo (Popon) (od 957, † 975) (mejni grof Kranjske 973)
- Adalbero I. Ebersberški
- Ulrik Ebersberški (* 960/965, † 11. 3. 1029) (mejni grof Kranjske okoli 1011)
- Eberhard II. Ebersberški (* 995; † 24. 6. 1041/44)
- Poppo I. Weimar (* pred 1012; † 13. 7. 1044) (mejni grof Kranjske 1040/44)
- Ulrik I. Weimar-Orlamünde († 6. 3. 1070) (od 1045/70 mejni grof Kranjske - od 1060 tudi mejni grof Istre)
- Poppo II. Weimar-Orlamünde (od 1070–1077 mejni grof Kranjske)
- Henrik Eppensteinski (od 1077–1093 mejni grof Kranjske)
- Ulrik II. Weimar-Orlamünde (1098–1107 mejni grof Kranjske)
- Engelbert II. Spanheimski (1107–1124 mejni grof Kranjske)
- Engelbert III. Spanheimski (1124–1173 mejni grof Kranjske)

Sempt-Ebersberški so bili bavarski sorodniki cesarja Arnulfa Koroškega, Weimar-Orlamündski pa so bili njihovi sorodniki iz Turingije. Oglejska uprava dežele se je sprva hitro končala, saj je Kranjsko za nekaj časa pridobil Henrik Eppensteinski, dokler je leta 1093 cesar ni ponovno podeli Ogleju.

### Oglejski patriarhat in razkroj grofije
Kranjska je v naslednjih desetletjih formalno ostala v fevdu oglejskih patriarhov, vendar v tem času ni delovala kot enotna upravna enota. V 12. in 13. stoletju je grofija obstajala takorekoč le na papirju, saj je bila ozemeljsko razbita na več relativno samostojnih teritorialnih gospostev. Ta so obvladovale močne plemiške družine, ki so tekmovale za prevlado nad čim večjim ozemljem in pravicami. Značilne družine tega časa so Babenberžani, Višnjegorski, Andeški in Spanheimi.
Družine so izumirale in dedovale gospostva ter se krepile. Ko se je koroški vojvoda Ulrik III. Spanheimski oženil z zadnjo predstavnico Andeških in povezal nižje plemstvo, je prevladal nad Kranjsko in postal deželni gospod. Hkrati je preseli sedež svojih posesti v Ljubljano, ki se je odtlej pričela razvijati v glavno mesto dežele. Po smrti Ulrika se je namesto mejne grofije Kranjska skupaj s Slovensko marko uveljavila kot državni fevd.

### Prevlada Habsburžanov
Ulrika je na Kranjskem nasledil češki kralj Otokar II. Přemysl, ki je zasedel Koroško in Kranjsko (1269–1276), vendar se je zaradi zahteve državnega zbora, naj posesti prepusti Habsburžanom, zapletel v vojno z nemškim kraljem Rudolfom I., ki si je leta 1278 z bitko na Moravskem polju priboril Kranjsko marko in jo leta 1282 kot cesar podelil v fevd sinovoma Albrehtu in Rudolfu. S tem so oglejski patriarhi tudi formalno izgubili mejnogrofovski položaj na Kranjskem.Kljub temu da so Habsburžani imeli Kranjsko v fevdu, so upravljanje z deželo izvajali grofje Goriško-Tirolski vse do leta 1335, ko so dokončno zavladali Habsburžani in se kot vladarji obdržali vse do 20. stoletja.

### Vojvodina Kranjska
Habsburžani so širili posestva na Krasu, na Primorskem in v Istri, ter jih priključili vojvodini Kranjski.

### Ilirske province
Francoske sile so vkorakale na Kranjsko v letu 1797 in nato spet med obdobjem med 1809 in 1813, ko so bile ustanovljene Ilirske province, ki jim je bila priključena celotna Kranjska. Znotraj Ilirskih provinc je Kranjska spočetka ohranila položaj province. 

### Obnova avstrijske države
Po propadu francoske oblasti je dunajski kongres potrdil vrnitev Kranjske k Avstriji. Po ureditvi iz 1849 je bila Kranjska znotraj Avstrije kot kronska dežela – kronovina – del Cislajtanije in razdeljena na Gorenjsko, Dolenjsko in Notranjsko.